# Шубертиана (Горский)
Шубертиана – двухактный балет, поставленный 8 декабря 1913 года балетмейстером А. Горским в Большом театре. Балет поставлен на музыку произведений Ф. Шуберта в обработке А. Ф. Арендса. Оформление балета выполнено К. А. Коровиным. Сценарий написан балетмейстером на основе поэмы «Ундина», стихотворного перевода сказки немецкого автора французского происхождения Фридриха де Ла Мотт-Фуке, выполненного В. А. Жуковским.

## История создания
Сценарий балета был написан в начале 1912 года. По газетным сообщениям в мае его рассматривал художественный совет театра и отклонил. Музыка балета была одобрена, но сюжет признан слишком растянутым и не соответствующим музыке. Тем не менее, в конце 1913 года балет был поставлен. Балет шёл в один вечер с одноактными балетами «Любовь быстра!» и «Карнавал».
Партии в премьере исполняли: Герцог Конрад – А. Д. Булгаков, Клотильда – В. А. Каралли, граф Зонневальд – М. М. Мордкин, граф Отто фон Раубертун – В. В. Свобода, Шут – В. А. Рябцев, Ундина – Е. В. Гельцер. Струй-Водяной – И. Е. Сидоров.
Постановка вызвала противоречивые отклики у критики. Большинство критиков, например Ник. Эстет , Ликиардопуло балет не приняли, считая его банальной поделкой. Параллели с балетами прошедшего века, например «Лебединым озером», были очевидны. Те же немецкие принцы, любовь и колдовские чары. Критиковали и К. Коровина, считая его декорации вариациями хорошо известных. Но были и заступники, понравился балет Немировичу-Данченко. Публика хорошо принимала балет. А для Е. Гельцер её партия в балете была любимой. Балет достаточно долго был в репертуаре театра, но не вызывал  у кого-либо желания повторить постановку.

## Содержание балета
Используя сюжет поэмы Жуковского Горский полностью изменил её направленность. 
В поэме Жуковского рыцарь влюбился в речную деву Ундину. Потеряв её, он через какое-то время решил жениться на смертной. Но тут появляется призрак Ундины и «уплакивает» его до смерти.
В либретто балета действия разворачиваются в другом плане. Рыцарь Зонневальд. Влюблён в земную красавицу Клотильду , та ставит ему условие – принести ожерелье Унидины. Рыцарь едет через волшебный лес, полный всякой нечисти, его напрасно пытаются соблазнить лесные девы. Наконец он достигает берега и встречает Ундину. Та проникается чувством к нему и дарит ожерелье. Вернувшись, он узнаёт, что земная красавица любит другого. В итоге он покидает земной мир и уходит к Ундине.
Таким образом, идея оказалась вывернутой на изнанку. В поэме герой предаёт волшебный мир ради земного, за что наказан смертью. В балете герой изначально на стороне радостей земного мира, но убедившись в его несовершенстве уходит в мир 
фантазии.